# Orient Electric
Der Orient Electric ist ein US-amerikanischer Elektrofahrzeug-Prototyp, der 1898 im Auftrag von Charles Albert Coffin (1844–1926) bei der Waltham Manufacturing Company in Waltham (Massachusetts) entstand. Es folgte keine Serienproduktion.

## Beschreibung
Die Waltham Manufacturing Company (WMC) war 1893 gegründet worden und stellte Qualitäts-Fahrräder der Marke Orient her. Mitbegründer, Unternehmensleiter und technischer Direktor war Charles Herman Metz (1863–1937). Dieser experimentierte mit Verbrennungsmotoren und baute 1899–1900 eines der ersten Motorräder in den USA.
1898 lief neben diesen Versuchen auch ein privates Projekt der beiden Angestellten George M. Tinker und John W. Piper, die mit Metz’ Einverständnis einen leichten Dampfwagen bauten, der ab 1900 unabhängig vom Arbeitgeber von ihrer Waltham Automobile Company als Waltham bzw. Waltham Steam in den Verkauf gelangte.
Charles A. Coffin war Miteigentümer der WMC und von 1892 bis 1913 der erste Präsident der General Electric. Für dieses Unternehmen lotete er verschiedene technische Möglichkeiten für künftige Automobile aus. Es war naheliegend, dass auch WMC einbezogen wurde, wenn auch andere Projekte, etwa von Elihu Thomson (1853–1937) oder Hermann Lemp (1862–1954), größere Bekanntheit erfuhren. Während der Orient Electric ein rein elektrisch betriebenes Fahrzeug war, haben die beiden genannten auch Testfahrzeuge mit Dampf- und Hybridantrieb gebaut.
In der zweiten Hälfte des Jahres 1898 bauten George M. Tinker und John W. Piper auf Anweisung von Coffin besagten Elektro-Prototypen. Das Fahrzeug hatte einen Radstand von 1524 mm und wog etwa 450 kg. Der Elektromotor kam natürlich von General Electric in Lynn (Massachusetts).
Der Orient Electric wurde an der New York Cycle & Automobile Show vom 21. bis 28. Januar 1899 im Madison Square Garden ausgestellt. Widerstand erwuchs dem Projekt vor allem von innerhalb. Tinker und Piper beschäftigten sich bereits mit ihrem eigenen Dampfwagen, und Charles Metz und Werksleiter John Robbins trieben die Entwicklung eines benzingetriebenen Motor-Buggys voran. Bald darauf nahm Waltham Manufacturing eine eigene Motorrad- und Automobilproduktion mit Verbrennungsmotoren auf.